# 観無量寿経疏
『観無量寿経疏』（かんむりょうじゅきょうしょ）は、中国の善導が撰述した『仏説観無量寿経』の注釈書である。本書は4巻から構成されるが各巻の首題が異なるため、『観無量寿経疏』・『観経疏』と呼ばれる。また、四帖に分けられている所から『観経四帖疏』（かんぎょうしじょうしょ）とも、略して『四帖疏』とも呼ばれる。

## 概要
それまでの浄土教の教学者の『仏説観無量寿経』の解釈を一新した書である。
『観経疏』は、中国では広く流布することは無かった。
しかし日本において、浄土宗の開祖法然がこの書に着目し、主著『選択本願念仏集』に「偏依善導」（偏に善導一師に依る）と記して、善導とその主著である『観経疏』を重用し、教学の根幹としている。
そして浄土真宗の開祖とされる親鸞は、『教行信証』「行巻」の巻末にある『正信念仏偈』の中で「善導独明仏正意」（善導、独り仏の正意を明かす）と讃歎している。
このように、日本の浄土思想形成に多大な影響を及ぼした。

## 構成
『観無量寿経疏』は、全4巻で構成されている。
観経玄義分巻第一
『仏説観無量寿経』の意義を述べており、最初に「帰三宝偈」（きさんぽうげ）といわれる偈頌を置き、七門に分けてこの経典に対する見方を示す。
観経序分義巻第二
『仏説観無量寿経』の序分（序説）の注釈。
観経正宗分定善義巻第三
「観経疏 定善義」とも。正宗分中の定善十三観についての注釈。
観経正宗分散善義巻第四
正宗分中、九品段・得益分・流通分・耆闍分について注釈し、後跋を付している。

## 関連文献（訳注）
- 牧田諦亮 『善導　浄土仏教の思想 第5巻』 講談社、2000年
- 廣瀬杲訳注『曇鸞 浄土論註　善導 観経疏』 中央公論社〈大乗仏典 中国・日本篇 第5巻〉、1993年。「浄土論註」は神戸和麿訳注